# Protuberans
Protuberanser kallas de enorma gas- och plasmamoln som kastas ut från solens yta, fotosfären. Dessa böjda gaspelare kan nå tusentals kilometer ut i rymden innan de antingen faller tillbaka på solens yta eller frigör sig och upplöses. De orsakas av solens starka magnetfält. I samband med protuberanser frigörs även laddade partiklar till solvinden.

Hastigheten hos en protuberans ligger vanligen mellan 100 och 200 kilometer per sekund men är inte sällan åtskilligt högre. De varierar mycket i storlek och form. Somliga är eruptiva och utvecklas och försvinner inom loppet av några timmar, andra är "vilande" och kan ligga kvar tämligen oförändrade i åtskilliga veckor. Projicerade mot solskivan ser de ut som vanliga filament, varför det uppenbarligen är fråga om samma fenomen.
Den förste som observerade protuberanser var svensken Birger Wassenius. Vid en total solförmörkelse över Göteborg den 2 maj 1733 observerade han "röda flammor" kring solranden. Wassenius observation glömdes bort, men vid en förmörkelse över Frankrike och Italien den 8 juli 1842 såg många observatörer samma fenomen. Därefter blev det rutin att planera för protuberansobservationer vid solförmörkelser.